# Zhou Tienong
Zhou Tienong (chinesisch 周铁农; * November 1938 in Shenyang, Liaoning; † 3. November 2023 in Peking) war ein chinesischer Hochschullehrer und Politiker, der unter anderem von 2007 bis 2012 Vorsitzender des Zentralkomitees des Revolutionären Komitees der Kuomintang und zwischen 2008 und 2013 Vize-Vorsitzender des Ständigen Ausschusses des Nationalen Volkskongresses war.

## Leben
Zhou Tienong, der zur Volksgruppe der Han gehört, begann nach dem Schulbesuch 1955 ein Studium an der Fakultät für Mathematik und Mechanik der Universität Peking. Nach dessen Abschluss 1960 war er zunächst Wissenschaftlicher Assistent an der Polytechnischen Universität Harbin sowie daraufhin zwischen 1961 und 1983 Dozent am Nordost-Institut für Schwermaschinenbau in Heilongjiang. Er ist Mitglied der Revolutionären Komitees der Kuomintang und begann seine politische Laufbahn von 1983 bis 1991 als Vize-Bürgermeister der in der Provinz Heilongjiang gelegenen Stadt Qiqihar. Zugleich war er zwischen 1988 und 1993 auch Mitglied des Nationalkomitees der Politischen Konsultativkonferenz des chinesischen Volkes. Nach einer kurzen Tätigkeit als Assistent des Gouverneurs der Volksregierung der Provinz Heilongjiang 1991 war er zwischen 1991 und 1998 Vize-Gouverneur dieser Provinz.
Zhou wurde 1991 Vize-Vorsitzender des Revolutionären Komitees der Kuomintang der Provinz Heilongjiang und fungierte von 1992 bis 1997 zudem als Vize-Vorsitzender des Zentralkomitees (ZK) des Revolutionären Komitees der Kuomintang. Er war zwischen 1993 und 1998 erst Mitglied des Ständigen Ausschusses des Nationalkomitees der Politischen Konsultativkonferenz des chinesischen Volkes sowie im Anschluss von 1998 bis 2008 Vize-Vorsitzender des Nationalkomitees der Politischen Konsultativkonferenz des chinesischen Volkes. 1999 wurde er des Weiteren Präsident des Chinesischen Rates zur Förderung der friedvollen Wiedervereinigung, eine von der Regierung der Volksrepublik China unterstützten Organisation zur Förderung einer Wiedervereinigung mit der Taiwan. Im Dezember 2007 löste er He Luli als Vorsitzender des ZK der Revolutionären Komitees der Kuomintang und damit Vorsitzender einer von acht Blockparteien außerhalb der Kommunistischen Partei Chinas. Darüber hinaus fungierte er zwischen 2008 und 2013 als Vize-Vorsitzender des Ständigen Ausschusses des Nationalen Volkskongresses. Im Dezember 2012 wurde Wan Exiang sein Nachfolger als Vorsitzender des ZK der Revolutionären Komitees der Kuomintang.